# إليجيرية
الإليجيرية (الاسم العلمي: Illigera) هي جنس من النباتات تتبع الفصيلة الهرنانديات من رتبة الغاريات. سمي هذا الجنس من قبل كارل لودفيغ بلوم تكريماً لعالم الأحياء الألماني يوهان كارل ويليام إيليجر (بالإنجليزية: Johann Karl Wilhelm Illiger)‏.

## أنواع الإليجيرية
- إليجيرية جرداء
- إليجيرية حمراء الأزهار
- إليجيرية ثلاثية الأوراق
- إليجيرية خماسية الأوراق
- إليجيرية سولاوسية
- إليجيرية صغيرة الأزهار
- إليجيرية عطرية
- إليجيرية قلبية
- إليجيرية كبيرة الأزهار
- إليجيرية لوزونية
- إليجيرية مدغشقرية
- إليجيرية مدورة
- إليجيرية معرقة
- إليجيرية هنرية